# 特賴安格爾角

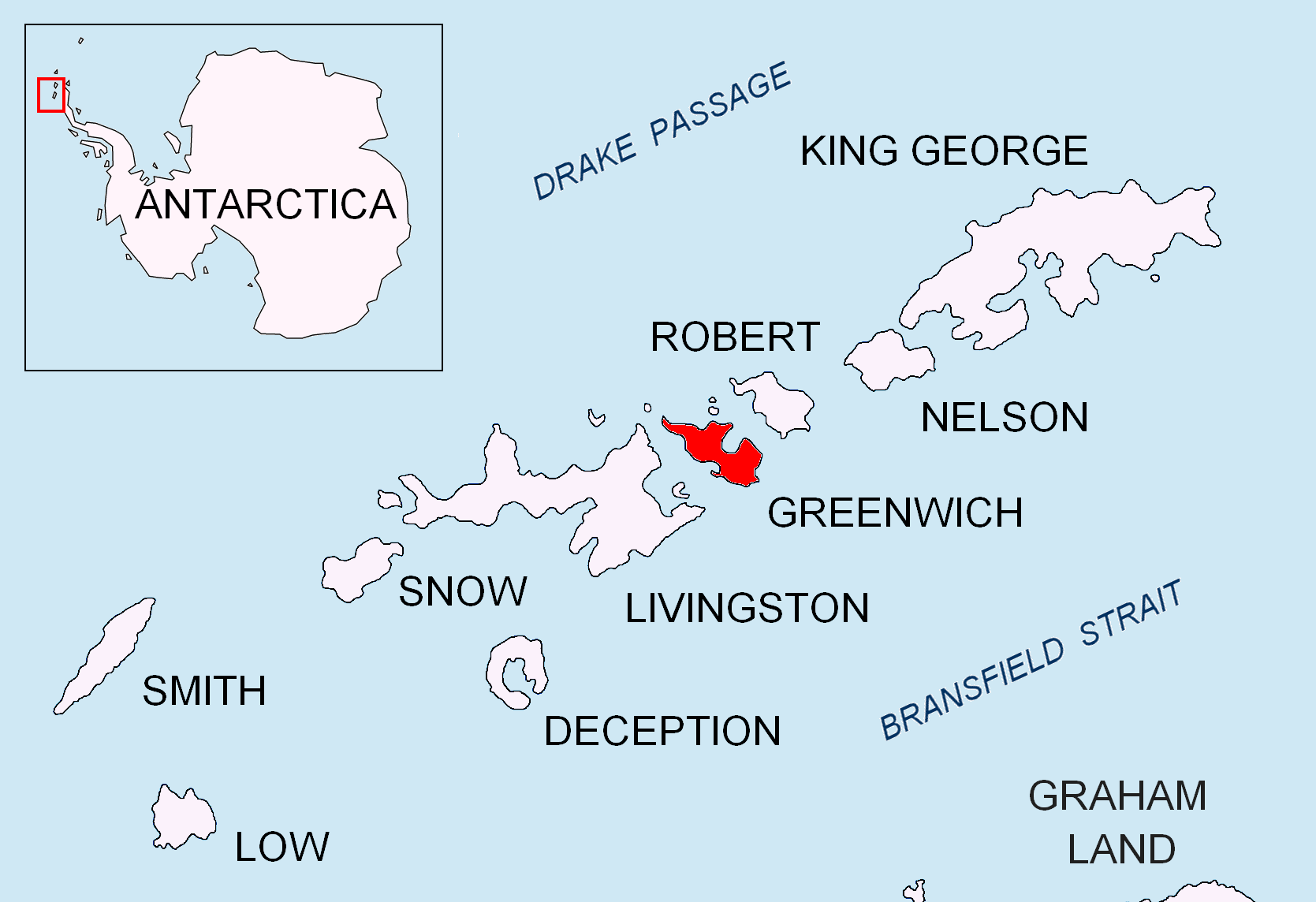

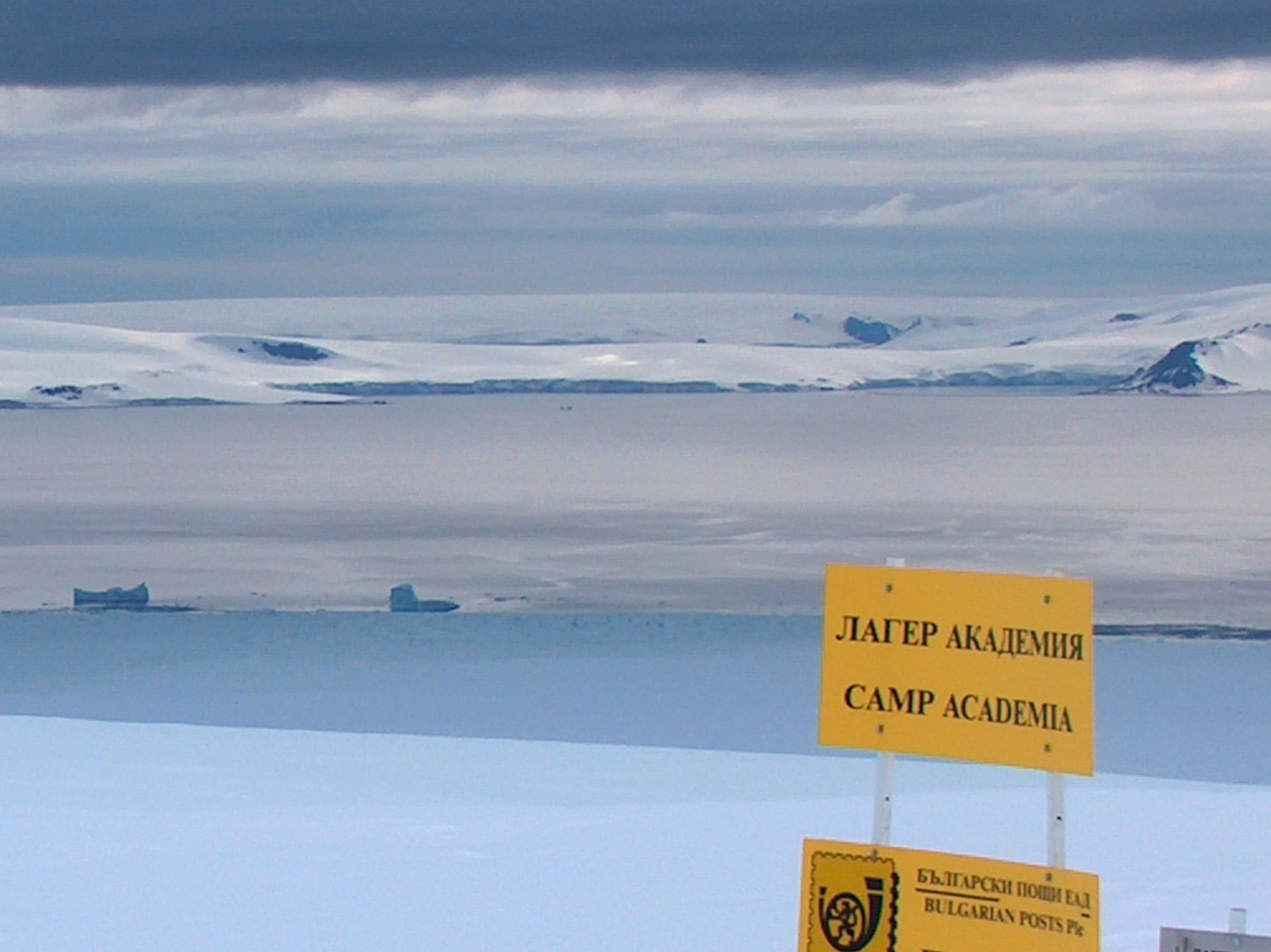

特賴安格爾角（英語：Triangle Point）是南極洲的海岬，位於南设得兰群岛的格林尼治島，處於斯皮特角西北面2.9公里、半月島東北面7.32公里、伊諾特角以東8.27公里和卡斯皮昌角東南面1.4公里，現時由南極條約體系管理。

## 外部連結
- SCAR Composite Antarctic Gazetteer（页面存档备份，存于）.

62°31′19″S 59°50′39″W / 62.52194°S 59.84417°W